# Resultados do Carnaval de Campo Grande em 2013
Resultados do Carnaval de Campo Grande no ano de 2013.

## Grupo Especial
| Posição | Escolas                   | Pontos | Ref.  | Classificação ou rebaixamento     |
| ------- | ------------------------- | ------ | ----- | --------------------------------- |
| 1       | Unidos da Vila Carvalho   | 296,5  | [ 1 ] | Campeã do Carnaval 2013           |
| 2       | Deixa Falar               | 281,5  | [ 1 ] |                                   |
| 3       | Unidos do Bairro Cruzeiro | 277    | [ 1 ] |                                   |
| 4       | Catedráticos do Samba     | 267,5  | [ 1 ] | Desce para o Grupo de acesso 2014 |

## Grupo de acesso
| Posição | Escolas            | Pontos | Ref.  | Classificação ou rebaixamento |
| ------- | ------------------ | ------ | ----- | ----------------------------- |
| 1       | Aero Rancho        | 272,5  | [ 1 ] | Sobe para o Especial 2014     |
| 2       | Estação Primeira   | 257,5  | [ 1 ] |                               |
| 3       | Cinderela Tradição | 257    | [ 1 ] |                               |
| 4       | SãO Francisco      | 257    | [ 1 ] |                               |